# Abanindranath Tagore

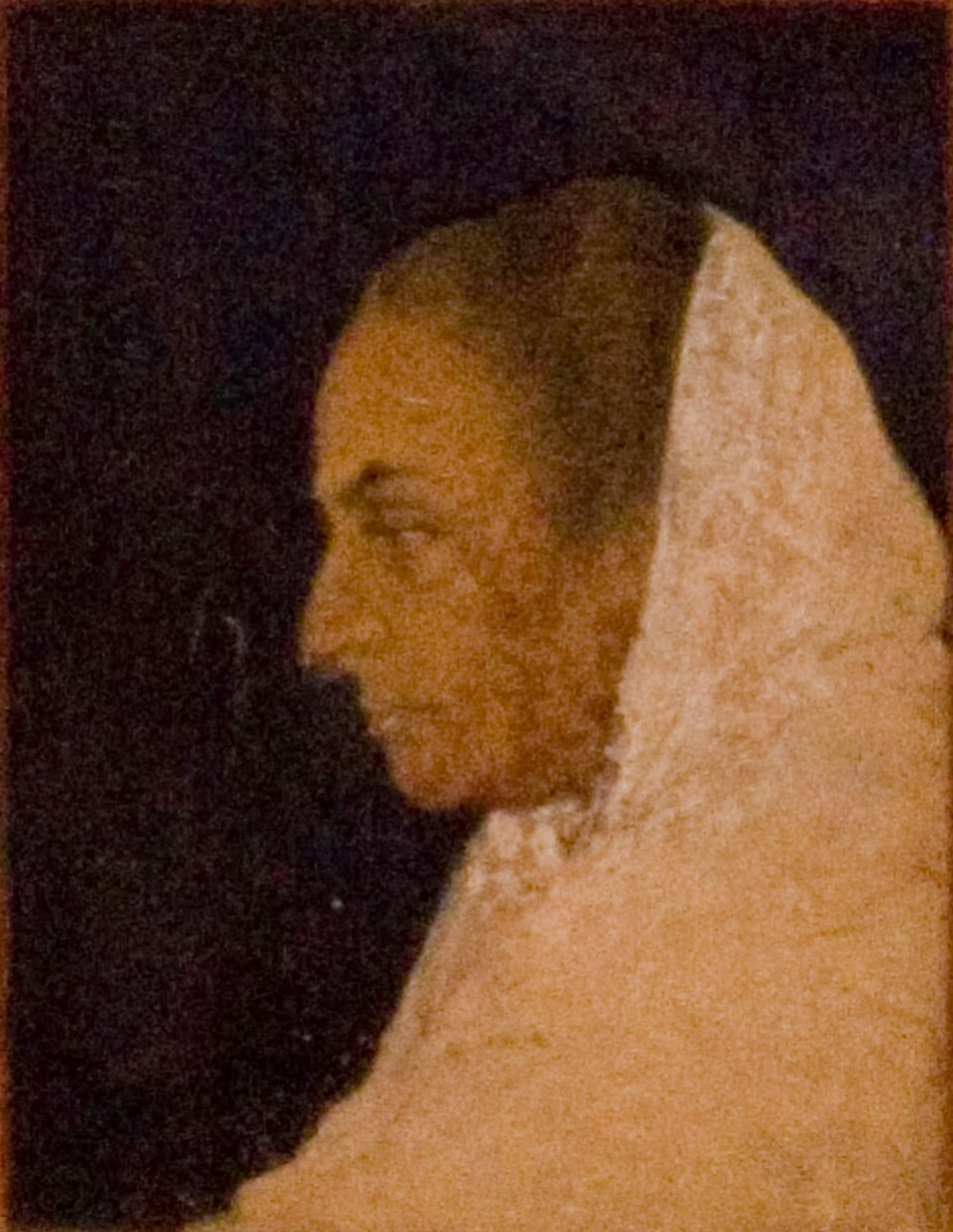
Retrat de la seva mare (1912-1913).

Abanindranath Tagore (অবনীন্দ্রনাথ ঠাকুর) (Jorasanco, Índia, 7 d'agost de 1871 – Calcuta, 5 de desembre de 1951) fou un artista i principal creador de la Indian Society of Oriental Art. Alhora, també se'l reconeix com el major exponent dels valors swadeshi dins de l'art indi. En aquesta línia, fundà l'escola d'art de Bengala que suposà una important fita en el desenvolupament de la pintura índia contemporània. També fou un escriptor notable, destacant especialment la seva obra dedicada al públic infantil. La seva obra literària fou escrita en llengua bengalí. Rajkahini, Budo Angla, Nalak, i Khirer Putul són els seus títols més emblemàtics.

## Vida personal
Abanindranath Tagore nasqué a Jorasanko, prop de Calcuta, en època colonial britànica. Els seus pares foren Gunendranath Tagore i Saudamini Tagore. La família Tagore ja estava relacionada amb la literatura i les arts; el seu avi i el seu germà gran, Gaganendranath Tagore, també eren artistes. De fet, de molt jove començà a dibuixar, mostrant ja amb deu anys una passió pel món de les arts. El 1889 es casà amb Suhasini Devi, filla de Bhujagendra Bhusan Chatterjee, una descendent de Prasanna Coomar Tagore.

## Formació
Tagore estudià art durant la dècada del 1880, quan estudiava al Sanskrit College (1881-1890), de Calcuta. Quan tenia prop de vint anys, decidí estudiar anglès a Saint Xavier's College, institució on romangué un any i mig. Després Abanindranath decideix accedir a la Calcutta School of Art, on aprengué tècniques com el pastel de la mà d'Olinto Ghilardi (1848-1930) i pintura a l'oli amb en Charles Palmer. En aquesta mateixa època, Rabindranath Tagore componia música que sovint era acompanyada per Abanindranath. El 1897 estudià art europeu des d'un punt de vista academicista, aprenent les principals tècniques occidentals. Gràcies al suport del seu germà Gaganendranath, funden la Indian Society of Oriental Art.

## Carrera com a pintor
Entre 1892 i 1894 es publicaren diverses il·lustracions seves a la revista Sadhana i Chitraganda, així com altres obres fetes pel seu oncle, Rabindranath Tagore. Més endavant, cap els 90, també comencem a apreciar la influència de la miniatura india mogol: feu una sèrie de dibuixos sobre la vida de Krishna en un estil profundament influenciat pels mogols. Es diu que el conèixer E. B. Havell tingué un profund ressò en Tagore, ja que revitalitzarà i redefineix la seva obra, així com la manera d'ensenyar a l'escola d'art de Calcuta.
Tagore creia en la importància clau de les tècniques índies de pintura tradicional. A nivell filosòfic, refusava el materialisme de l'art occidental i promulgà el retorn a les pròpies tradicions indies i l'estudi dels cànons indis. Alguns autors han vist paral·lelismes amb les idees prerafaelites en aquest esforç de cerca de models en el passat indi. A més a més, en aquests moments, la filosofia hindú començà a gaudir d'acollida a occident.
En obres posteriors, veurem com Tagore inclou influències tan diverses com l'estètica pictòrica de Whistler o el valor cal·ligràfic xinès i japonès. Aquest intent d'introduir elements procedents d'altres cultures d'àmbit asiàtic ha estat interpretat com un intent de cerca de models artístics pan-asiàtics. En aquesta mateixa línia, Tagore, al 1930, feu una sèrie titulada nits aràbigues on fa servir les narracions àrab com a pretext per revisar la seva Calcuta colonial i l'emergència de quelcom més cosmopolita. Aquesta sèrie ha estat vista com un dels seus moments àlgids de la seva carrera.
Tagore i les seves idees començaren a gaudir de força acceptació, fent que el pintor entrés en contacte amb altres figures cabdals per la cultura asiàtica. Un d'aquests casos fou l'historiador de l'art japonès Okakura Kakuzō així com el pintor, també japonès, Yokoyama Taikan. De fet, les obres d'ambdós artistes han estat comparades.
Alguns dels seus deixebles i estudiants del seu cercle més proper són: Nandalal Bose, Samarendranath Gupta, Kshitindranath Majumdar, Surendranath Ganguly, Asit Kumar Haldar, Sarada Ukil, Kalipada Ghoshal, Manishi Dey, Mukul Dey, K. Venkatappa i Ranada Ukil.

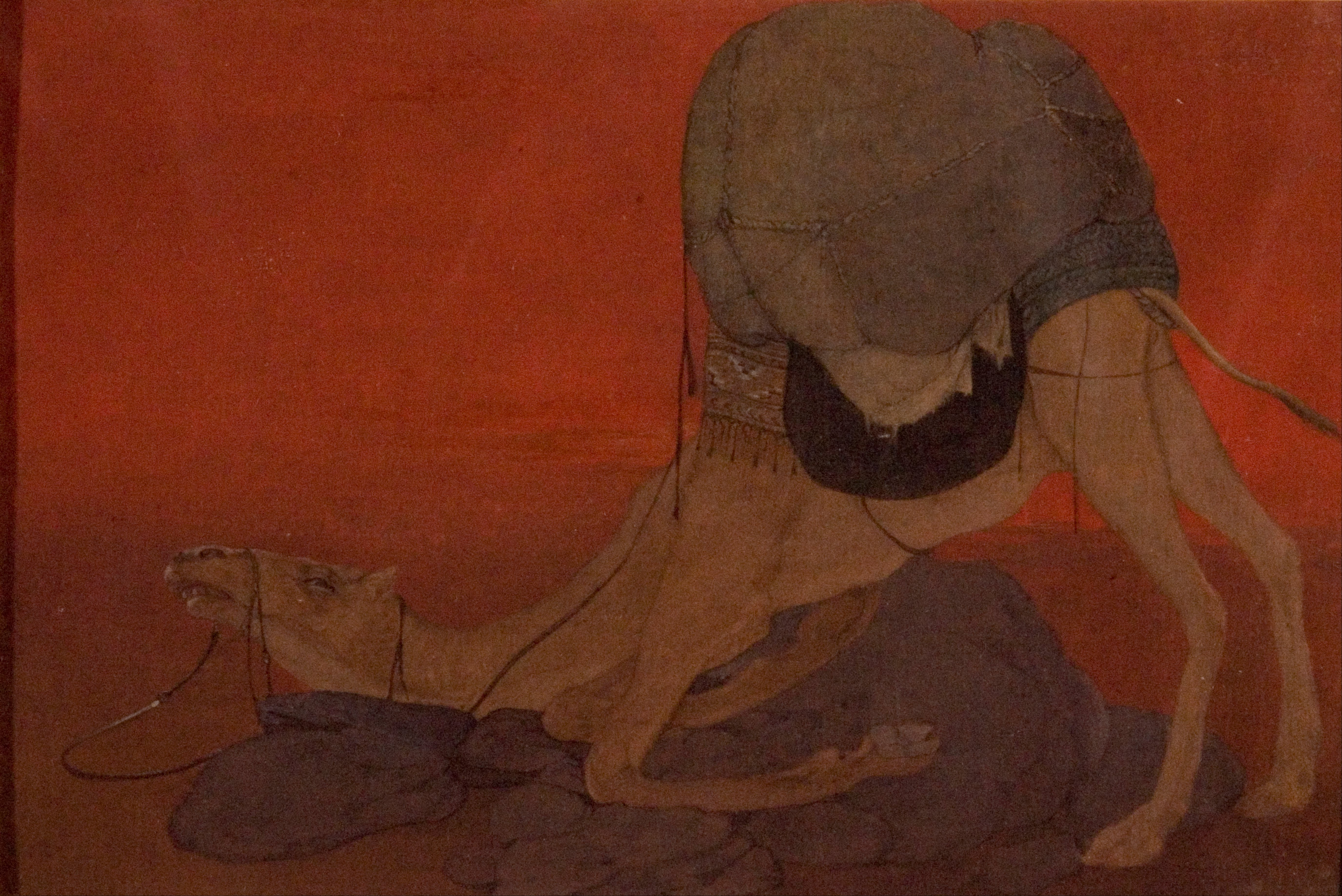
Journey's End (ca. 1913).

Abanindranath mantingué una amistat que durà tota la vida amb l'artista William Rothenstein, basat a Londres i president del Royal College of Art (Lonres). Estigué tot un any vivint a Índia, on estudià els jaciments històrics i religiosos (1910). Viatjà fins Ajanta per veure el conjunt budista, a Gwalior, Varanasi per, finalment, arribar a Calcuta. Allà dibuixà i pintà amb Abanindranath i els seus estudiants, portant l'estil de l'escola de Bengala cap a la seva pràctica personal. Aquesta trobada fou crucial, ja que Rabindranath Tagore després feu una estada a la casa de Rothenstein a Londres, publicant-se després una versió anglesa del Gitanjali i, al 1913, es guardonà amb el premi nobel de literatura a Rabindranath. Aquesta publicació comportà la internacionalització dins del món cultural del moment de la família Tagore, fet que ajudà molt els projectes artístics d'Abanindranath que en aquest moment es donaran a conèixer a occident.

## Llegat

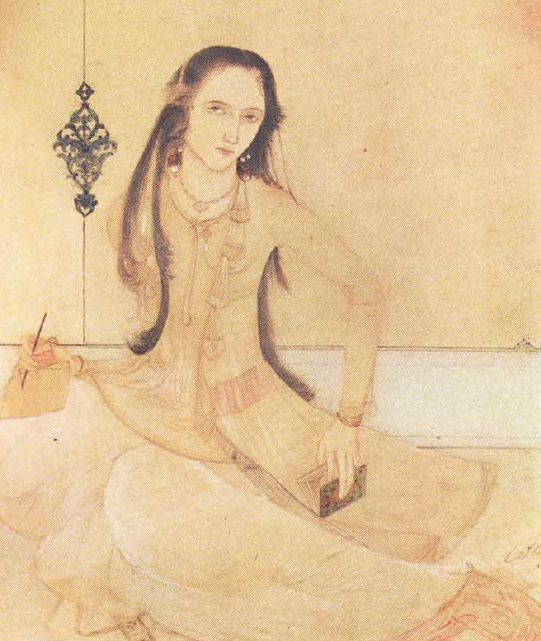
Sakar

Poc després de la seva mort, al 1951, el seu primer fill, Alokendranath, donà la pràctica totalitat de la col·lecció familiar a la Rabindra Bharati Society Trust, acabada de fundar. Durant la vida de Tagore, només un petit percentatge de la seva obra havia estat venut o regalat, així que aquesta societat esdevingué el repositori principal de l'obra del pintor. Cal dir, però, que no se'n feu una tasca de preservació i difusió efectiva. Així, doncs, el coneixement de la seva figura restà en un petit cercle d'intel·lectuals bengalís, com ara K. G. Subramanyan o Raman Siva Kumar. de fet, fou Siva Kumar, historiador de l'art i crític, qui, el 2008, feu una publicació comprensiva de l'obra d'Abanindranath Tagore, redefinint la figura del pintor i aportant noves llums a la seva obra.
Llista de les pintures d'Abanindranath Tagore:
| - Ashoka's Queen (1910) - Bharat Mata (1905) - fairyland illustration (1913) - Ganesh Janani (1908) - Aurangzeb examining the head of Dara Shikoh (1911) - Avisarika (1892) - Baba Ganesh (1937) - Banished Yaksha (1904) - Yay and Yay (1915) - Buddha and Sujata (1901) - Chaitanya with his followers on the sea beach of Puri (1915) - End of Dalliance (1939) - Illustrations of Omar Khayyam (1909) - Kacha and Devajani (1908) - Krishna Lal series (1901 to 1903) - Moonlight Music Party (1906) - Moonrise at Mussouri Hills (1916) | - Passing of Shah Jahan (1900) - Poet's Baul-dance in Falgurni (1916) - Pushpa-Radha (1912) - Radhika gazing at the portrait of Sri Krishna (1913) - Shah Jahan Dreaming of Taj (1909) - Sri Radha by the River Jamuna (1913) - Summer, from Ritu Sanghar of Kalidasa (1905) - Tales of Arabian Nights (1928) - Temple Dancer (1912) - The Call of the Flute (1910) - The Feast of Lamps (1907) - The Last Journey (1914) - Veena Player (1911) - Jatugriha Daha (1912) |